# Ясний провулок (Житомир)
Ясний провулок — провулок в Корольовському районі Житомира.

## Розташування
Знаходиться на Путятинці. Починається від вулиці Святослава Ріхтера, завершується перехрестям з провулком Табірним.
Довжина провулка — 240 метрів.

## Історія
Провулок виник наприкінці 1940-х років на вільних від забудови землях, де розгорталося нове будівництво садибних житлових будинків. Сформувавався як поперечний відносно вулиці 1 Травня проїзд, що отримав назву 3-я Першотравнева лінія. З 1950 року відомий як Ясна вулиця. У 1958 році закріплена чинна назва. Станом на 1968 рік провулок та його забудова сформовані.